# Yotvingios
Los yotvingios o sudovios (también llamados jatvios, o jatvingios) fueron un pueblo báltico con estrechos lazos culturales con lituanos y prusianos. La lengua yotvingia (a veces llamada sudovia) era una lengua báltica occidental cercana al prusiano antiguo, pero con pequeñas variaciones.

## Geografía
Los yotvingios habitaron el área de Sudovia y Dainava (Yotvingia) al suroeste del alto río Niemen, y su territorio desde siempre fue pasto de conquistas de otros pueblos. El territorio estaba situado entre Marijampolė, Merkinė (Lituania), Slonim, Kobryn (Bielorrusia), Białystok, y Ełk (Polonia). Vitautas el Grande escribió sobre «Terra Sudorum», en una carta al rey Segismundo el 11 de marzo de 1420. Actualmente la mayor parte de dicho territorio corresponde al Voivodato de Podlaquia en Polonia, partes de Lituania y parte de Goradnia en Bielorrusia.

## Etimología
El nombre Sūduva, según Vytautas Mažiulis ("Prūsų kalbos etimologijos žodynas", "Diccionario Etimológico de la Lengua Prusiana"), deriva del hidrónimo local "*Sūd(a)vā", que a su vez deriva de la raíz de forma verbal báltica "*sū-": fluir, manar.

## Historia
Según la Historiae de Heródoto

(siglo V a.C.), los Neuri ( Νέυροι ) era una tribu que habitaban entre los cultivadores escitas, una de las naciones asentadas a lo largo del Hypanis, al oeste de Borístenes (río Dniéper). Una amplísima área que comprende la actual Bielorrusia y Polonia oriental por el río Narew que coincide con el territorio lingüístico yotvingio de topónimos e hidrónimos.
Claudio Ptolomeo en el siglo II d. C. los llamó Galindai kai Soudinoi (Σουδινοί). Peter von Dusburg los llamó Galindite y Suduwite. En la crónica de Ipatiev (Hypatian Codex) los nombres cambian: Jatviagy, Jatviezie, Jatviažin, zemlia Jatveskaja, na zemliu Jatviažs´kuju y algunos más. Las fuentes polacas también usan formas en ruso: Jazviagi, Iazvizite, Jazvizite, Yazvizite. En el tratado con los Caballeros Teutónicos en 1260 la región se denomina "terre Getuizintarum". Este nombre se tomó por la administración papal: terra Jatwesouie, Gretuesia, Gzestuesie, Getuesia und Getvesia. Los caballeros llamaron a esta tribu Sudowite, Sudowia, in qua Sudowit.
Los nombres yotvingios y sudovios no se mencionaron juntos en un mismo periodo, por lo que ambos nombres pueden referirse al mismo pueblo. En la sentencia de Breslavia del emperador Segismundo de Luxemburgo a la Orden de Livonia (1325) se la denomina to Suderlandt alias Jetuen. En dos citas (1253 y 1259) de Mindaugas se aplican nuevos nombres: Dainava, Deynowe, Dainowe, Denowe (tierra de canciones).

## Personajes históricos
- Skomantas de Sudovia, caudillo sudovio, tomó parte en el Gran Levantamiento Prusiano.[8]
- Skurdo, último caudillo de los sudovios que tras la derrota definitiva de 1283 migró con los últimos irreductibles a Lituania y no regresaron a Sudovia jamás.